# Éliás
A Éliás a héber eredetű Élijjá (אֵלִיָּהו ) név görög Élia formájából származik, jelentése Jahve az én Istenem. Női párja: Eliána

## Képzett és rokon nevek
- Illés
- Eliot:[1] az Éliás név angol kicsinyítőképzős változata.[2]

## Gyakorisága
Az 1990-es években az Éliás és az Eliot szórványos név volt, a 2000-es években nem szerepelnek a 100 leggyakoribb férfinév között.

## Névnapok
- február 16.[2]
- július 20.[2]
- augusztus 20.[2]

## Híres Éliások,  Eliotok
- „Éliás” utónevű személyek szócikkeinek listája a Wikidata alapján
- „Elias” utónevű személyek szócikkeinek listája a Wikidata alapján
- „Elías” utónevű személyek szócikkeinek listája a Wikidata alapján
- „Eliot” utónevű személyek szócikkeinek listája a Wikidata alapján
- „Elliot” utónevű személyek szócikkeinek listája a Wikidata alapján
- „Elliott” utónevű személyek szócikkeinek listája a Wikidata alapján